# Xipholena punicea
El cotinga pompadour (en Colombia) (Xipholena punicea), también denominado cotinga púrpura (en Ecuador), cotinga pomposa (en Perú) o cotinga vino tinto (en Venezuela), es una especie de ave passeriforme de la familia Cotingidae, una de las tres pertenecientes al género Xipholena. Es nativo de la cuenca del Amazonas y del escudo guayanés en América del Sur.

## Distribución y hábitat
Se distribuye ampliamente desde el extremo oriental de Colombia (Arauca, Vichada al sur hasta el norte de Vaupés), sur y este de Venezuela (al sur del río Orinoco, Guyana, Surinam, Guayana francesa, norte y centro de la Amazonia brasileña (hacia el este hasta Amapá y, al sur del río Amazonas, al oeste hasta el río Juruá, hacia el este hasta el oeste de Pará y hacia el sur hasta el sur de Rondônia y Mato Grosso), y extremo noreste de Bolivia (norte de Pando y Serranía de Huanchaca en el este de Santa Cruz); una población aparentemente aislada en el noreste del Perú (Loreto) y un único registro en el sureste de Ecuador (probablemente Pastaza).
Esta especie es considerada bastante común en su hábitat natural: el dosel de selvas húmedas de terra firme y más localmente hacia el occidente (principalmente en áreas con suelos pobres), principalmente abajo de los 800 m de altitud.

## Descripción
Mide 19,5 cm de longitud. El iris es blanco cremoso a amarillo pálido. El macho es de impresionante color púrpura carmesí brillante, con alas principalmente blancas y puntas negras de las primarias. Algunas de las plumas escapulares son rígidas, puntiagudas y alargadas, y se extienden hacia abajo sobre las alas blancas. La hembra es cenicienta, más oscura por arriba y más pálida en el vientre, algunos ejemplares con rosa en el crissum; las cobertoras de las alas y las plumas internas de vuelo son proeminentemente bordeadas de blanco. El macho es inconfundible con sus alas blanco nieve resplandesciendo mismo a grandes distancias.

## Sistemática

Cotinga pompadora sinónimo de Xipholena punicea, macho, ilustración por Edwards y Seligmann.

### Descripción original
La especie X. punicea fue descrita por primera vez por el naturalista alemán Peter Simon Pallas en 1764 bajo el nombre científico Turdus puniceus; su localidad tipo es: «Sudamérica» restringido posteriormente para «Surinam». En 1766, el naturalista sueco Carlos Linneo describió la especie Ampelis pompadora, de donde se origina el nombre común y que vino a ser un sinónimo posterior de la presente.

### Etimología
El nombre genérico femenino «Xipholena» se compone de las palabras del griego «xiphos» que significa ‘espada’, ‘sable’, y « ōlene» que significa ‘debajo del brazo’; y el nombre de la especie «punicea», proviene del latín «puniceus» que significa ‘púrpura’.
El nombre pompadora fue dado en homenaje a Juana Antonieta Poisson, duquesa-marquesa de Pompadour y amante del rey Luis XV de quien se decía preferir el color púrpura.

### Taxonomía
Los datos genéticos indican que la presente especie es basal a su género, mientras que las otras dos especies, Xipholena lamellipennis y X. atropurpurea son hermanas entre sí. Es monotípica.